# 마이클 패스벤더
마이클 패스벤더(독일어: Michael Fassbender 미하엘 파스벤더[*], 1977년 4월 2일 ~ )는 아일랜드 배우이다. 독일인 아버지와 아일랜드인 어머니 사이에서 태어났다. 독일의 하이델베르크에서 태어났으며 아일랜드에서 자랐다. 주로 영국과 미국에서 활동하고 있다.

## 출연 작품

### 영화
- 《300》 (2007)
- 《엔젤》 (2007)
- 《헝거》 (2008)
- 《피쉬 탱크》 (2009)
- 《바스터즈: 거친 녀석들》 (2009)
- 《센츄리온》 (2010)
- 《조나 헥스》 (2010)
- 《제인 에어》 (2011) - 에드워드 페어팩스 로체스터 역
- 《엑스맨: 퍼스트 클래스》 (2011)
- 《데인저러스 메소드》 (2011)
- 《셰임》 (2011)
- 《헤이와이어》 (2012)
- 《프로메테우스》 (2012)
- 《노예 12년》 (2013)
- 《카운슬러》 (2013)
- 《프랭크》 (2014)
- 《엑스맨: 데이즈 오브 퓨처 패스트》 (2014)
- 《슬로우 웨스트》 (2015)
- 《맥베스》 (2015)
- 《스티브 잡스》 (2015)
- 《파도가 지나간 자리》 (2016)
- 《엑스맨: 아포칼립스》 (2016)
- 《우리를 침범하는 것들》 (2016)
- 《어쌔신 크리드》 (2017)
- 《에이리언: 커버넌트》 (2017)
- 《송 투 송》 (2017)
- 《스노우맨》 (2017)
- 《엑스맨: 다크 피닉스》 (2019) - 에릭 랜셔 / 메그니토 역
- 《더 킬러》 (2023) - 크리스찬 / 킬러 역
- 《넥스트 골 윈즈》 (2023)
- 《블랙 백》 (2025)
- 《호프》 (미정)

### 드라마
- 밴드 오브 브라더스 (2001)

## 수상경력
- 2009년 영국인디펜던트필름어워즈 남우주연상
- 2009년 이리쉬필름&텔레비전아카데미 라이징스타상
- 2009년 이리쉬필름&텔레비전아카데미 영화부문 남우주연상
- 2009년 키아모드어워즈 남우주연상
- 2009년 스톡홀름영화제 남우주연상
- 2009년 시카고인터네셔널필름페스티벌 남우조연상
- 2010년 제30회 런던비평가협회상 영국남우조연상
- 2011년 제68회 베니스국제영화제 볼피컵 남우주연상
- 2011년 올리언스여성영화비평가협회상 남우주연상
- 2011년 영국인디펜던트필름어워즈 남우주연상
- 2011년 디트로이트비평가협회상 남우주연상
- 2011년 제37회 LA비평가협회상 남우주연상
- 2011년 이브닝스탠다드브리티쉬필름어워즈 남우주연상
- 2011년 플로리다비평가협회상 남우주연상
- 2011년 휴스턴비평가협회상 남우주연상
- 2011년 온라인영화비평가협회상 남우주연상
- 2011년 시빌리유러피언필름페스티벌 남우주연상
- 2011년 게이&레즈비언엔터테인먼트비평가협회상 라이징스타상
- 2011년 IGN어워즈 최고의 악당상
- 2012년 인터네셔널필름페스티벌 남우주연상
- 2012년 제83회 미국비평가협회상 스포트라이트상
- 2012년 센트조어디어워드 외국남자배우상
- 2012년 키아모드어워즈 남우주연상
- 2012년 이리쉬필름&텔레비전아카데미 영화부문 남우주연상
- 2012년 제32회 런던비평가협회상 영국남우주연상
- 2012년 벤쿠버비평가협회상 남우주연상
- 2013년 온라인영화비평가협회상 남우조연상
- 2013년 켄자스시티비평가협회상 남우조연상
- 2013년 카피리필름페스티벌 남우조연상
- 2014년 이리쉬필름&텔레비전아카데미 영화부문 남우조연상
- 2014년 제3회 AACTA인터네셔널어워즈 남우조연상
- 2014년 엠파이어어워즈 남우조연상
- 2015년 제41회 LA비평가협회상 남우주연상
- 2015년 온라인영화비평가협회상 남우주연상
- 2015년 포닉스비평가협회상 남우주연상
- 2015년 벤쿠버비평가협회상 남우주연상
- 2015년 오스틴비평가협회상 남우주연상
- 2015년 인디위어 크리틱스 폴어워즈 남우주연상
- 2015년 듀빌린비평가협회상 남우주연상
- 2016년 제27회 팜스프링스국제영화제 인터네셔널 스타상
- 2016년 노스캐롤리나비평가협회상 남우주연상
- 2016년 휴스턴비평가협회상 남우주연상
- 2016년 루와비평가협회상 남우주연상
- 2016년 주피터어워즈 외국남자배우상